# Маршал авиации (Великобритания)
Маршал авиации (англ. Air marshal) — воинское звание генералитета Королевских ВВС Великобритании. Соответствует званию «Генерал-лейтенант» в Британской Армии и Королевской морской пехоте; и званию «Вице-адмирал» в Королевском ВМФ. Является «трёхзвездным» званием (по применяемой в НАТО кодировке — OF-8).

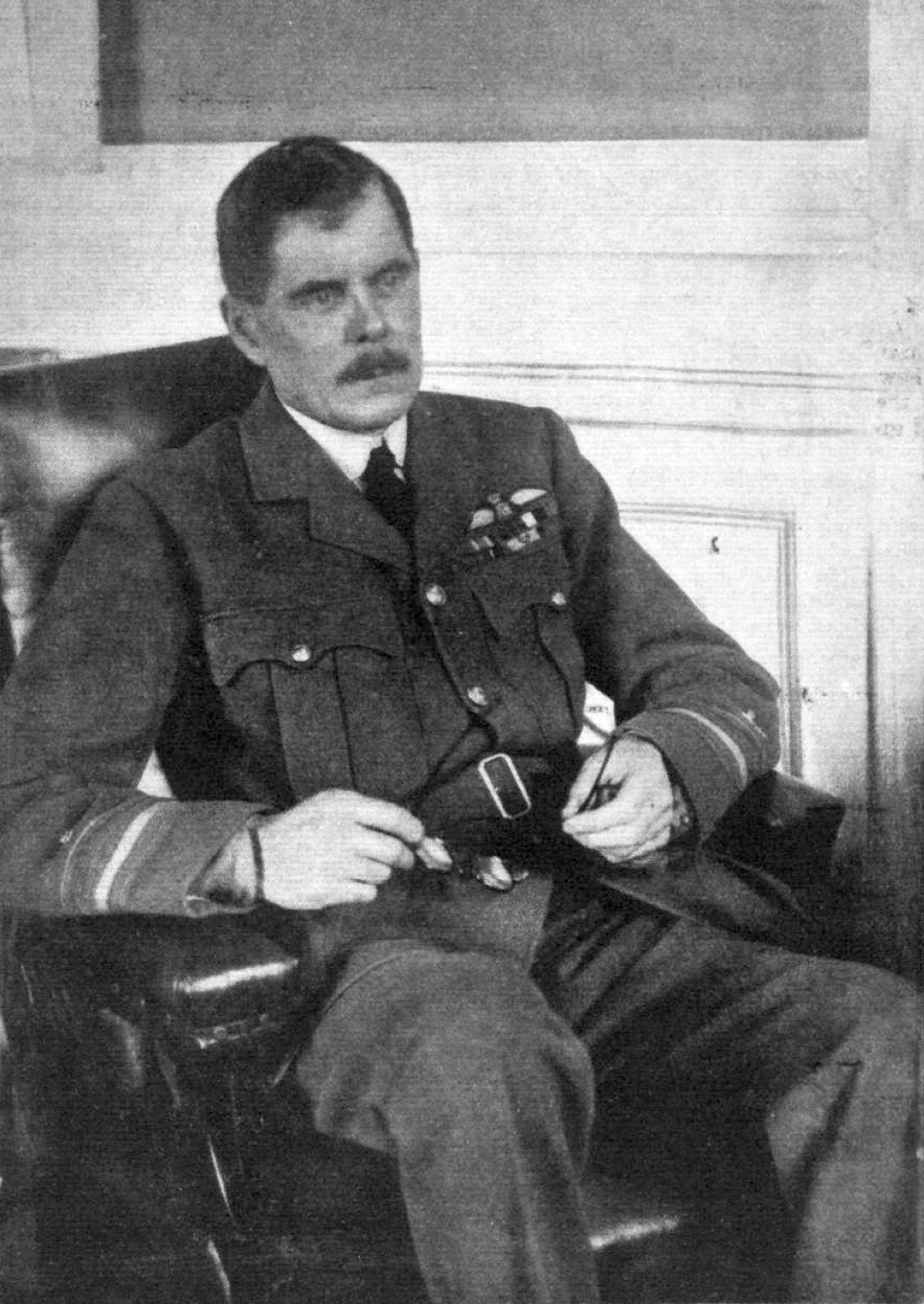
Сэр Хью Тренчард - первый, кто удостоился этого звания (11 августа 1919)

Следует за званием «Вице-маршал авиации» и предшествует званию «Главный маршал авиации».

## История
Звание учреждено 1 августа 1919 года. Впервые новое звание присвоили 11 августа 1919 года сэру Хью Тренчарду, занимавшему на тот момент должность начальника штаба Королевских ВВС. Офицеры в звании Маршала авиации обычно занимают очень высокие должности, такие как главнокомандующий военно-воздушными силами или крупным формированием военно-воздушных сил. Офицеры в званиях Главного маршала авиации и Вице-маршала авиации также обычно называются маршалами авиации. Звание «Маршала авиации» также используется военно-воздушными силами многих стран, которые имеют историческое британское влияние, включая Содружество наций.

## Галерея

Нарукавные/наплечные знаки различия (на повседневную и парадную форму)
Погон (на парадную и парадно-выходную форму)
Нарукавные знаки различия (на парадно-выходную форму)
Штандарт Маршала авиации
Air Marshal star plate